# Mà Cooi
Mà Cooi is een xã in het district Đông Giang, een van de districten in de Vietnamese provincie Quảng Nam.
Mà Cooi heeft ruim 1000 inwoners op een oppervlakte van 177,85 km². De A Vương stroomt door Mà Cooi.